# Coordinadora Regional por la Defensa del Agua y el Medioambiente
La Coordinadora Regional por la Defensa del Agua y el Medioambiente ex Coordinadora Ambiental de la Región de Atacama (CARA), es una organización medioambiental constituida en 2002 por cerca de 40 organizaciones de la III Región de Atacama, Chile, con el objetivo de unir fuerzas y recursos para sensibilizar, denunciar y formular propuestas respecto de los múltiples problemas ambientales y ecológicos que afectan el entorno y la salud de las personas de la región.
Las organizaciones, reunidas el 2002 en Vallenar, eligieron un comité ejecutivo integrado por representantes de las comunas de Tierra Amarilla, Copiapó, Diego de Almagro, Vallenar, Alto del Carmen, Huasco y Chañaral. Esperando integración próxima de las comunas de Caldera y Freirina.

## Problemas abordados
Los proyectos presentados al Sistema de Evaluación de Impacto Ambiental (SEIA) de la CONAMA Región de Atacama entre otros son:
- Contaminación y el embancamiento de la bahía de Chañaral, producto del yacimiento El Salvador de Codelco
- Proyecto minero Aldebarán, de la Compañía Minera Casale
- Proyecto minero El Bronce de Atacama Kosan
- Contaminación del entorno por tóxicos de las faenas productivas de la Fundición Hernán Videla Lira de ENAMI, Paipote,
- Proyecto Minero Pascua-Lama de Barrik Chile
- Central termoeléctrica Guacolda, Planta de Pellets y Central termoeléctrica Punta Alcalde

## Objetivos
Los distintos problemas socioambientales abordados están ligados principalmente a la carencia del agua, contaminación y la injusticia ambiental en la región de Atacama que afectan directamente a la comunidad.

### Escasez hídrica
Ya sea a través de la racionalización encubierta del agua, mediante la baja potencia o los cortes nocturnos y sectoriales, o el limitado acceso al agua para los medianos y pequeños agricultores.
Todo ello sobre la base de legislaciones chilenas separadas de la participación ciudadana. Un ejemplo de ello es la ley medioambiental 19.300 de 1994, ya que hasta ese año el 5% de los proyectos mineros eran rechazados, sin embargo entre los años 1994 y 1997 no se rechazó ningún otro proyecto. Y que uno de los gestores de la ley el señor José Antonio Urrutia, actualmente es director adjunto para América Latina de la minera Barrick, presuntos responsables de la contaminación y escasez de agua en el río Huasco.
En la actualidad las cuencas del río Huasco y el río Copiapó están en crisis, debido a la sobreexplotación de ambos acuíferos por parte de las empresas mineras que trabajan en el sector. Ya que desde la cuenca del río Copiapó son extraídos entre 12 a 13 mil litros/segundo y solo recibe como recarga 5 mil litros/segundos, según datos del Sernageomin Atacama. La cuenca del río Huasco está sectorizada en cuatro zonas, y a la fecha desprendiendo que hay una reserva de uso de 126,4 litros/segundos, existiendo una solicitud de la comunidad de aguas potables rurales por 100,4 litros/segundo, quedando una disponibilidad efectiva de solo 26 litros/segundo.
Asimismo la región de Atacama antaño contaba con tres ríos, los ríos Salado, Copiapó y Huasco. Actualmente los dos primeros ya han desaparecido, y el tercero se encuentra en una muy frágil existencia. Los ríos Salado, que desembocaba en Chañaral, y río Copiapó han sido secados por la acción depredadora de agua para la minería. A pesar de ello, se han otorgado nuevamente más de 4 millones de hectáreas para concesiones mineras, por lo que la demanda de agua continuara indiscriminadamente en ascenso.
Esta crisis afecta a la comunidad atacameña, por las futuras alzas del agua a raíz de su escasez, y la desaparición de la flora y fauna autóctona, lo que ya se observa en amplios sectores de los valles de la región.
Con respecto a los problemas ambientales que afectan a la región el objetivo de la coordinadora es iniciar acciones de sensibilización hacia la comunidad, denunciar y oponerse cuando proceda a la instalación de proyectos que no contemplen medidas de mitigación y que sean generadores de alto impacto al medio ambiente.

## Organizaciones participantes
Actualmente las organizaciones participantes en esta coordinadora son: 
Obispado de Copiapó, Coordinadora por la defensa del agua del valle de Copiapó, Comuneros 8º distrito del pueblo San Fernando Copiapó, Agrupación de parceleros sector Piedra Colgada, Comunidad Colla Serranía Poblete, Servicio país Tierra Amarilla, Observatorio latinoamericano de conflictos ambientales (OLCA), Agrupación parceleros sectores bajos, Artistas de chile actores y actrices, Juventud ecológica organizada de Vallenar (JEO), Junta de vecinos Juan Antonio Ríos de Copiapó, Rodrigo Dides Castillo - documentalista y parcelero, Consejo de defensa medioambiental del valle del Huasco de Vallenar, Pastoral salvaguarda de la creación de Alto del Carmen, Asociación de consumidores de Alto Huasco, Fundación solidaria de la salud de Huasco, Junta de vecinos nº 3 de Huasco, Inspectoras de caza - ad honorem, Comunidad Diaguita huascoaltinos de Alto del Carmen, Consejera de la cultura y las artes de Atacama, Club de montaña Lonko Mawyda de Copiapó, Anamuri, Ratmuri de Caldera, Servicio país de Caldera, Marcelo Riveros Ampuero - cineasta creador de documentales medioambientalistas, Sindicato de la construcción de Copiapó, Consejero regional Jaime Iturra Redondo, Pequeños agricultores del pueblo San Fernando Copiapó, Agrupación de artesanas de Totoral, Abogados, CUT provincial de Copiapó.